# Spider-Man and His Amazing Friends
Spider-Man and His Amazing Friends är en amerikansk animerad TV-serie som ursprungligen sändes 12 september 1981-10 september 1983, och är baserad på Marvel Comics seriefigur med samma namn samt Iceman och originalfiguren, Firestar. Tillsammans stred de som en trio under namnet Spider-Friends mot diverse fiender.

## Rollfigurer
- Dan Gilvezan - Peter Parker/Spider-Man, Zoltan Amadeus/Arachnoid
- Frank Welker - Bobby Drake/Iceman, Angelica's Dad, Flash Thompson, Francis Byte/Videoman, Matthew Murdock, Ms. Lion
- Kathy Garver - Angelica Jones/Firestar
- June Foray - Faster May
- Dick Tufeld - Announcer (Säsong 1)
- Stan Lee - Berättare (säsong 2 & 3 och under repriser av säsong 1)
- William Woodson - J. Jonah Jameson, Namor

### Övriga roller
- Marlene Aragon - Lightwave
- Michael Ansara - Hiawatha Smith
- Michael Bell - Doctor Octopus
- Bob Bergen - Bartow
- Susan Blu - Louise, Monica
- William Callaway - Angel
- Hans Conried - Chameleon
- Peter Cullen - Bruce Banner/Hulk, Mysterio, Red Skull
- Jerry Dexter - Sunfire
- George DiCenzo - Captain America, Lance Macho
- Alan Dinehart - Boris, Sam Blockbuster
- Walker Edmiston - Frankenstein's Monster, Kingpin
- Michael Evans - Professor Wells
- Al Fann - Swarm
- Pat Fraley - Gamesman
- John Haymer - Skelton, Black Knight
- Stanley Jones - Dean Wilmer, Dracula, Cyclops ("A Firestar is Born"), Nightcrawler, Professor X
- Sally Julian - Ariel, Mona Osborn
- Chris Latta - Beetle, Sandman
- Anne Lockhart - Honey Dove, Storm (i "A Firestar Is Born")
- Keye Luke - Sunfire's Uncle Genju
- Dennis Marks - Doctor Faustus, Green Goblin
- William H. Marshall - Juggernaut, Tony Stark
- Allan Melvin - Electro
- Shepard Menken - Doctor Doom
- Robert Ridgely - Kraven the Hunter
- Neil Ross - Norman Osborn, Wolverine, Cyclops (in "The X-Men Adventure")
- Michael Rye - Magneto
- Marilyn Schreffler - Bonnie
- John Stephenson - Colossus, Eric the Viking, Loke, Mordred, Shocker, Thunderbird, Uncle Ben, Ymir
- Janet Waldo - Shanna the She-Devil, Zerona the Ice Giant
- Alan Young - Mr. Frump

### Svenska röster
- Staffan Hallerstam - Peter Parker/Spindelmannen
- Per Sandborgh - Bobby Drake/Ice Man
- Irene Lindh - Angelica Jones/Firestar, faster May
- Gunnar Ernblad
- Peter Harryson

### Fotnoter
1. ↑  hämtat från: portugisiskspråkiga Wikipedia.[källa från Wikidata]
2. ↑  ”Top 100 animated series”. IGN. Arkiverad från originalet den 10 maj 2010. https://web.archive.org/web/20100510111935/http://uk.tv.ign.com/top-100-animated-tv-series/59.html. Läst 19 oktober 2010.
3. ↑  ”Spider-Man on TV”. IGN. http://uk.tv.ign.com/articles/785/785521p3.html. Läst 9 september 2010.